# Миллеры в разводе
«Миллеры» (англ. The Millers) — американский телесериал, созданный Грегом Гарсией, с Уиллом Арнеттом, Марго Мартиндейл и Бо Бриджесом в главных ролях. В центре сюжета находится недавно разведённый мужчина, к которому переезжает жить его эксцентричная мать, которая так же разошлась с мужем. Сериал вышел на CBS в сезоне 2013—2014 годов, а его премьера состоялась 3 октября 2013 года.
13 марта 2014 года CBS продлил сериал на второй сезон, который стартовал 20 октября. 14 ноября 2014 года канал объявил о закрытии шоу и снял его с эфира после 5 серий из-за падения рейтингов. Но так как было уже отснято 11 серий для второго сезона, CBS показал остальные шесть серий летом 2015 года.

## Актёры и персонажи
- Основной состав
- Уилл Арнетт — Нэйт Миллер[4]
- Бо Бриджес — Том Миллер[4]
- Марго Мартиндейл — Кэрол Миллер[4]
- Джейма Мейс — Дебби[4]
- Джей Би Смув — Рэй[4]
- Нельсон Франклин — Адам[4]
- Ева Мун — Микаэла[4]
- Шон Хейс — Кип Финкл (сезон 2)
Второстепенный состав
- Элиза Куп — бывшая жена Нэйта[7]